# Peperomia miqueliana
Peperomia miqueliana är en pepparväxtart som beskrevs av C. Dc.. Peperomia miqueliana ingår i släktet peperomior, och familjen pepparväxter. Inga underarter finns listade i Catalogue of Life.